# HMS Ramillies (1763)
HMS Ramillies (1763) — 74-пушечный линейный корабль 3 ранга Королевского флота, второй корабль, названный в честь победы при Рамильи (1706).

Спущен на воду 15 апреля 1763 года на королевской верфи в Чатеме. Принадлежал к «обычным» 74-пушечным. Головной корабль типа Ramillies, строившегося после Семилетней войны.
Участвовал в Американской революционной войне. Был при острове Уэссан, при мысе Санта-Мария.
В сентябре 1782 года, под флагом вице-адмирала Грейвза, сопровождал в Англию конвой и призы, взятые у островов Всех Святых. После повреждений, полученных при урагане в районе Ньюфаундленда (потеря всех мачт, течь), корабль был покинут, после чего на нем возник пожар. Сгорел и затонул 21 сентября 1782 года.